# Immeuble Vitalo
L'Immeuble Vitalo est un monument historique de Guyane situé dans la ville de Cayenne. Il tire son nom de son ancien propriétaire, un homme d'affaires dans le milieu aurifère nommé Théophile Vitalo.
Le site est inscrit monument historique par arrêté du 26 novembre 1992.